# Zeddiani
Zeddiani é uma comuna italiana da região da Sardenha, província de Oristano, com cerca de 1.185 habitantes. Estende-se por uma área de 11 km², tendo uma densidade populacional de 108 hab/km². Faz fronteira com Baratili San Pietro, Oristano, San Vero Milis, Siamaggiore, Tramatza.